# Gobierno de Gibraltar
El Gobierno de Su Majestad de Gibraltar es el gobierno democráticamente elegido del territorio británico de ultramar de Gibraltar. El gobierno tiene al Rey Carlos III (representado por un Gobernador) como su jefe de Estado. Las elecciones se celebran cada cuatro años, con un Parlamento unicameral de 18 miembros (17 miembros elegidos por voto popular y un miembro, el "Speaker", nombrado por el Parlamento). Los términos también son de cuatro años.

## Historia
El primer órgano de gobierno, establecido en la Constitución de Gibraltar de 1969, fue llamado House of Assembly y su creación indirectamente influyó en el cierre de la frontera entre 1969 y 1982 por parte de España. Este gobierno fue reemplazado en virtud de la Constitución de Gibraltar de 2006 por el Parlamento de Gibraltar.

## El Ejecutivo
El líder del partido de la mayoría (o de la coalición mayoritaria) es nombrado por el Gobernador como el ministro principal (jefe de Gobierno).

## El Legislativo
El Gabinete (Consejo de Ministros) se forma generalmente por 9 de los 17 miembros electos del Parlamento, a través de elección hecha por el ministro en Jefe con la aprobación del Gobernador. Los siete miembros restantes constituyen la oposición (Gabinete en la sombra).
Las últimas elecciones se celebraron el 8 de diciembre de 2015.

## Consejo de Ministros
El Gabinete elegido en 2011:
| Nombre                      | Función Ministerial                                                                     | Partido |
| El Hon. Fabian Picardo      | Ministro principal                                                                      | GSLP    |
| El Hon. Dr. Joseph Garcia   | Ministro principal adjunto (también a cargo del Ministerio para el Brexit y Europa)     | PLG     |
| El Hon. John Cortes         | Ministro de Medio Ambiente, Energía, Cambio Climático y Educación                       | GSLP    |
| El Hon. Albert Isola        | Ministro de Comercio                                                                    | GSLP    |
| La Hon. Samantha Sacramento | Ministra de Vivienda e Igualdad                                                         | GSLP    |
| El Hon. Gilbert Licudi      | Ministro de Turismo, Empleo, Aviación Comercial y Asuntos Portuarios                    | GSLP    |
| El Hon. Joe Bossano         | Ministro de Desarrollo Económico, Telecomunicaciones y el Banco de Ahorros de Gibraltar | GSLP    |
| El Hon. Neil Costa          | Ministro de Sanidad, Cuidados y Justicia                                                | LPG     |
| El Hon. Paul Balban         | Ministro para la Infraestructura y la Planificación                                     | GSLP    |
| El Hon. Steven Linares      | Ministro de Cultura, Medios de Comunicación, Juventud y Deportes                        | LPG     |